# Illuminés
Pour les articles homonymes, voir Illuminati.
Au cours des époques moderne et contemporaine, on a désigné par le terme d’illuminés (et plus récemment illuminati) un certain nombre de groupes (dont certains ont revendiqué l'appellation) plus ou moins marginaux et secrets, et souvent en opposition avec les autorités politiques ou religieuses. Bien que les doctrines de ces groupes aient été variées et parfois contradictoires, la confusion entre elles a été souvent entretenue par leurs adversaires, et cette confusion a conduit à la théorie du complot d'une société secrète traversant l'histoire.
Toutefois, le nom d'illuminés se réfère souvent à l'illuminisme, c'est-à-dire un courant religieux et philosophique fondé sur la croyance en une illumination intérieure, directement inspirée par Dieu.

## Les Alumbrados d'Espagne
Aux plus anciens groupes d'illuminés appartiennent les Alumbrados d'Espagne. L'historien Marcelino Menéndez Pelayo a découvert en 1881 que leur nom, apparaît peu avant 1492 (et sous la forme Iluminados en 1498), il leur donnait une origine gnostique mais pensait que leur influence était encouragée en Espagne par des intérêts italiens. Une de leurs plus anciennes égéries, née à Salamanque, une fille d'ouvrier, "La Beata de Piedrahita" ("La Bienheureuse de Piedrahita", fut conduite devant  l'Inquisition en 1511. D'importants protecteurs la sauvèrent d'une punition rigoureuse). Ignace de Loyola, qui étudiait à Salamanque en 1527, passa également devant une commission ecclésiastique pour sympathie aux Alumbrados ; mais il écopa seulement d'une remontrance. D'autres n'ont pas eu cette chance, en 1529, une congrégation d'adhérents à Tolède subit la flagellation et l'emprisonnement. S'ensuivit un siècle de grande rigueur ; l'inquisition fit de nombreuses victimes parmi les Alumbrados, particulièrement à Cordoue.

## Le mythe des illuminés d'Espagne en France: Rose-Croix et Guérinets
L'édit inquisitorial de 1623  contre les Alumbrados de Séville est connu en France la même année, et repris par le Mercure françois en 1624.

### Les Rose-Croix
C'est justement en 1623 que seront affichés les "Placards" de l'ordre de la Rose-Croix, les manifestes de cet ordre mystérieux ayant paru en Allemagne en 1614 et 1615. La confusion et le scandale dus à ce canular estudiantin sont utilisés dans le cadre des polémiques contre la médecine paracelsiste et contre les libertins (entre le procès de Vanini et celui de Théophile de Viau). Dès lors, et durant tout le XVIIe siècle, et bien que la seule vague ressemblance soit l'accusation d'assemblées nocturnes faites aux Alumbrados, ceux-ci sont confondus dans les pamphlets avec les Rose-Croix.

### Les guérinets, illuminés de Picardie
En 1625, Pierre Guérin (1596-1654), curé de la paroisse Saint-Georges de Roye en Picardie ouvre une école de jeunes filles dont l'éducation est confiée à des femmes. Pour des raisons de jalousie ou d'inimitié, Guérin et les enseignantes, sous le sobriquet de "Guérinettes" sont accusés par la rumeur d'une hérésie proche de celles des illuminés d'Espagne, telle qu'elle était présentée dans l'édit de Séville, en 1623. Sous l'ordre de Richelieu, et l'influence du Père Joseph, Guérin est arrêté et interrogé en 1630, et 1634. Il est innocenté et libéré les deux fois, et sans être plus inquiété, installe son école à Brie-Comte-Robert en Île-de-France, après la prise de Roye par les Espagnols en 1636. Mais la rumeur persiste et s'amplifie au cours du XVIIe siècle : après leur condamnation à Séville, les illuminés auraient gagné la Picardie par les Pays-Bas espagnols, et  on aurait compté jusqu'à 60 000 "Guérinets".

## Les French Prophets
On a parlé d'illuminés à propos des French Prophets (Prophètes français), de la première moitié du XVIIIe, qui sont des descendants des Camisards (protestants calvinistes cévenols). Nicolas Fatio de Duillier, savant genevois membre de la Royal Society était un ardent défenseur des French Prophets de Londres, un groupe millénariste formé en grande partie d’anciens camisards réfugiés à Londres au début du XVIIIe siècle.

## L'illuminisme duXVIIIesiècle
Plus tard, le titre d'illuminés a été appliqué aux  Martinistes français, un petit groupe qui a été fondé en 1754 par Martines de Pasqually. Il a été imité par les Martinistes russes, dirigés vers 1790 par le professeur Schwartz de Moscou. Ces deux mouvances étaient occultes, cabalistiques et allégoristes, s'inspirant des idées  éclectiques de Jacob Boehme et Emanuel Swedenborg.

### Les illuminés d'Avignon
Cette Société, fondée en 1785 à Avignon par dom Antoine Joseph de Pernety, plus connu sous le nom de  Pernéty, revêtit bientôt la forme  maçonnique. Elle comportait six grades, et professait les doctrines de Swedenborg alliées à celles de Guillaume Postel. Elle pratiquait également l'alchimie.

## Les théories du complot
Le jésuite et polémiste Augustin Barruel publie les Mémoires pour servir à l'histoire du Jacobinisme (1798-1799), dans lesquels il soutient que la Révolution française résulte d'un complot franc-maçon et athée, fomenté contre l'Église par les illuminés de Bavière.
Une thèse similaire avait été soutenue par le physicien écossais John Robison dans ses Proofs of a Conspiracy against all the Religions and Governments of Europe, carried on in the Secret Meetings of Free-Masons, Illuminati and Reading Societies, etc., collected from good authorities (1797).

## Divers
Dans la culture populaire, l'histoire des illuminés a influencé notre fonds culturel dans plusieurs domaines et a donné lieu à de nombreuses récupérations souvent satiriques, humoristiques, voire de pure fiction.
Le terme même a pris un sens péjoratif quand il a commencé à désigner des personnes au langage hors-normes ou exalté.

## Sources

### Ouvrage de référence
- John Robison, Proofs Of A Conspiracy, (1797).  (ISBN 0-944379-69-9)
- René Le Forestier. Les illuminés de Bavière et la Franc-maçonnerie allemande (1915)
- Die Korrespondenz des Illuminatenordens. vol. 1, 1776-81, éd. Reinhard Markner, Monika Neugebauer-Wölk et Hermann Schüttler. - Tübingen, Max Niemeyer, 2005. -  (ISBN 3-484-10881-9).